# Elad Hasin
Elad Hasin (in ebraico אלעד חסין‎?; Gerusalemme, 20 maggio 1980) è un allenatore di pallacanestro israeliano.